# Henry Cotton (psychiatre)
Pour les articles homonymes, voir Henry Cotton.
Henry A. Cotton (1876 – 1933) est un psychiatre américain qui est, de 1907 à 1930, medical director de l'hôpital psychiatrique de Trenton (en), au New Jersey.
Il est connu pour avoir pratiqué des opérations chirurgicales sur des patients atteints de troubles mentaux, dans un but thérapeutique. Ces opérations reposaient sur la croyance que les troubles mentaux étaient des manifestations de maladies physiques non détectées et que l'ablation de certains organes permettaient la guérison mentale desdits patients. Lui et son équipe ont donc pratiqué ce qui s'est appelé la chirurgie bactériologique, ce qui s'est traduit par des ablations de dents, de sinus, d'ovaires, de côlons, de partie de l'estomac, des testicules, etc. Ces pratiques ont perduré malgré des études montrant que le docteur Cotton avait falsifié ses statistiques de guérison, qu'il était responsable d'un grand nombre de décès, en raison de l'agressivité et de la dangerosité de ses méthodes.   

## Biographie

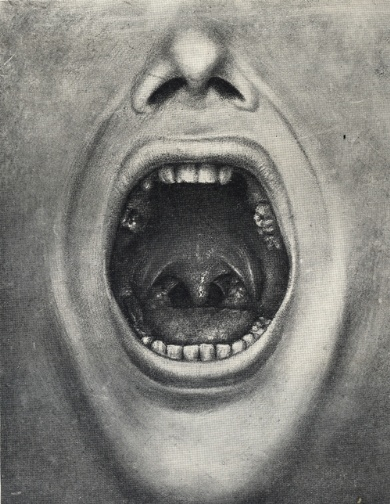
Bouche avec dents extraites (The Defective Delinquent and Insane par Henry Cotton ; 1921).

Henry A. Cotton étudie en Europe sous la direction d'Emil Kraepelin et d'Alois Alzheimer et est l'étudiant du docteur Adolf Meyer à l'école de médecine Johns Hopkins, institution qui domine la psychiatrie américaine au début des années 1900. En se fondant sur l’observation des patients, Meyer constate que les patients atteints d'une forte fièvre présentaient des manifestations hallucinatoires ou délirantes. Il en déduit qu'il existe une possibilité pour que des infections bactériennes soient la cause de troubles mentaux. Cette théorie est en contradiction avec les thèses de l'époque, notamment celle de l'hérédité, de l'eugénisme ou encore des théories freudiennes sur les traumatismes de l'enfance. Cotton est le praticien le plus emblématique de cette théorie aux États-Unis. 
Après être devenu directeur médical de l'hôpital de Trenton à l'âge de 30 ans, Cotton introduit dans sa pratique de la médecine de nombreuses idées jugées à l'époque comme progressistes comme l'abolition de l'entravement des patients ou encore les entretiens réguliers entre le personnel médical et les patients. 	

### Les ablations chirurgicales comme techniques de soins psychiatriques
Cotton commence à expérimenter son hypothèse médicale de l'infection bactérienne comme sources de troubles mentaux, en arrachant les dents des patients, dans lesquelles ils pensaient que se logeaient certaines infections. Si cela échouait à soigner la personne malade, il recherchait lesdites sources dans les amygdales et les sinus, ce qui se traduit fréquemment par une amygdalectomie, comme traitement additionnel. Si à l'issue de ces ablations, le patient n'est toujours pas guéri, d'autres organes étaient suspectés : testicules, ovaires, glandes, estomac, foie, vésicule biliaire, utérus et le côlon étaient particulièrement privilégiés comme source d'infection et étaient chirurgicalement enlevés. 

### Résultats exagérés et récompenses
Bien avant que n'existent et ne soient imposées les techniques de contrôles scientifiques telles que les groupes de contrôle et les tests en double aveugle, la méthodologie statistique pour les expérimentations sur le comportement humain et la recherche médicale n'avaient pas cours durant la période où Cotton exerçait. 
Il se contente donc d'une méthode faussée de compilation des données, ce qui lui permet de faire des projections de ses éventuels résultats. Il a donc pu alléguer d'un succès avoisinant les 85 % de réussite, ce que personne ne pouvait scientifiquement contester à l'époque et qui lui attirait l'attention du monde scientifique. Il reçut les honneurs de différentes institutions et associations aux États-Unis, au Royaume-Uni et en Europe. Il fut également sollicité pour faire des conférences et des présentations de son travail, afin de le partager avec le reste de la communauté médicale, qui pratiquait peu ou prou les mêmes techniques curatives. Des patients ou des familles de patients demandèrent à être traités à Trenton et ceux qui ne pouvaient pas y aller, demandèrent à leurs propres médecins de pratiquer les mêmes techniques curatives que le docteur Cotton. L'État y voyait également une forme d'économie non négligeable pour les contribuables à travers cette nouvelle technique. 
En juin 1922, le New York Times publie l'éloge suivante : 
"À l'hôpital de Trenton, N.J., sous la brillante direction du docteur Henry A. Cotton, on frôle le début de la plus recherchée, agressive et profonde investigation scientifique qui a pu être faite dans tout le domaine des désordres mentaux et nerveux... c'est un espoir, un grand espoir... pour l'avenir. "	
Néanmoins, cette période de l'histoire précède l'avènement des antibiotiques. Dans le cas des opérations du docteur Cotton, cela se traduit par un taux très élevé de mortalité, dû à des infections postopératoires. 
En 1919, l'une de ses patientes est Margaret Fisher, la fille de l'économiste Irving Fisher, fervent adepte du mouvement hygiéniste. Diagnostiquée comme schizophrène par les psychiatres du Bloomingdale Asylum, elle est transférée à Trenton. Persuadé que les troubles mentaux de Margaret sont dus à "une rétention des matières fécales dans le colon, provoquant un élargissement de l'organe", il procède à une série d'opérations sur la patiente. Elle meurt d'un streptocoque. 
Le danger des opérations chirurgicales menées par le docteur Cotton était connu de certains patients de l'institut qui - en dépit de leurs troubles mentaux - avaient développé une terreur bien compréhensible des procédures chirurgicales, ce qui se traduisait par des résistances physiques tant et si bien qu'ils étaient amenés de force sur la table d'opération, en totale contradiction avec l'éthique médicale actuelle. Il convient de souligner que l'attitude paternaliste et la permission des familles permettaient ce type de comportement de la part des soignants.
Pourtant, tous les psychiatres de l'époque ne partageaient pas les vues du docteur Cotton. Ainsi, le docteur Phyllis Greenacre, elle-même ancienne élève du docteur Meyer - mentor du docteur Cotton - fut chargée de mener une enquête sur la recevabilité de cette technique. Elle commença ses investigations durant le printemps 1924, après que le docteur Meyer ait lui-même émis des réserves sur la méthode statistique de constatations des résultats. L'équipe du docteur Cotton ne fit rien pour faciliter la tâche du docteur Greenacre.

### Enquête et controverse
Analysant à la fois l'hôpital en tant que structure et les techniques du docteur Cotton, le rapport du docteur Greenacre était critique. Elle trouva l'établissement malsain et le docteur Cotton "singulièrement particulier". Elle se rendit compte que l'apparence et le comportement de tous les patients la déroutait en raison de leurs absences de dents, qui avaient été arrachées, faisant qu'ils avaient des difficultés pour manger ou pour parler. 
Plusieurs rapports mettaient également en doute les résultats du docteur Cotton : elle trouvait les enregistrements et notes du personnel chaotiques et contradictoires. En 1925, les critiques envers l'établissement arrivèrent jusqu'au Sénat du New Jersey, qui lança une commission d'enquête durant laquelle furent auditionnés d'anciens patients et personnels soignants. 
Malgré les critiques, les administrateurs de l'hôpital renouvelèrent leur confiance dans le personnel et son directeur et mirent en avant les prix et récompenses obtenus par l'établissement durant la direction du docteur Cotton, récompenses le considérant comme un pionnier dans son domaine. 
Le 24 septembre 1925, le New York Times écrit "d'éminents médecins et chirurgiens attestent que l'hôpital psychiatrique d'état du New Jersey est l'institution la plus progressiste au monde dans le domaine de la santé mentale et la nouvelle méthode de traitement des désordres mentaux par l'ablation des foyers d'infection place l'institution dans une position unique, forçant le respect des autres asiles psychiatriques" et relate les liens chaleureux existant entre le docteur Cotton et de nombreux professionnels de la médecine et de la politique.
Tombant malade durant l'audition de la commission d'enquête, une rumeur affirmait que le docteur Cotton souffrait d'une dépression nerveuse, qu'il avait lui-même diagnostiqué, dont l'origine serait une infection dentaire, infection qu'il avait rapidement soigné, se déclarant guéri et retourna travailler. 
Le docteur Meyer demanda au docteur Greenacre de poursuivre ses investigations, sans pour autant enjoindre à son protégé de se confronter aux analyses scientifiques concernant ses statistiques trop élogieuses. Plus tard, le docteur Cotton admettra que le taux de décès était supérieur aux 30 % qu'il avait avancé dans ses publications scientifiques. Il apparaît que le chiffre était plus proche des 45 % et que le docteur Cotton n'a jamais pleinement reconnu les omissions de son équipe dans l'établissement de ces statistiques.

### Fin de carrière
En 1930, il quitte l'hôpital public et reçoit le titre de directeur médical emeritus. L'hôpital de Trenton a continué les techniques de guérison chirurgicale du docteur Cotton bien après son départ, malgré la dangerosité du traitement en raison de l'absence d'antibiotique, jusqu'à la fin des années 1950. 
Le docteur Cotton a poursuivi sa carrière dans l'hôpital privé de Trenton qu'il avait ouvert, lui permettant de poursuivre ses activités sous des auspices plus lucratifs.
Au début des années 1930, un débat sur le taux de mortalité postopératoire du docteur Cotton débouche sur un autre rapport commencé en 1932 par Emil Frankel. Se basant sur le travail du docteur Greenacre qu'il approuve, son rapport sera lui aussi incomplet du fait de blocage par l'équipe de l'hôpital de Trenton.
Il décède d'une crise cardiaque en 1933 et le New York Times ainsi que la presse locale saluent le travail d'un pionnier cherchant à améliorer les traitements des malades mentaux.

## Dans la culture populaire
Dans la saison 5 de Boardwalk Empire, Gillian Darmody est internée à l'hôpital psychiatrique de Trenton, où officie le docteur Cotton et qui pratique différentes opérations chirurgicales afin de guérir les affections mentales. 
La série The Knick met en scène un docteur Cotton romancé, interprété par John Hodgman.